# Helge Uhrus
Sven Helge Jonathan Uhrus, född 10 januari 1886 i Söderala församling, Gävleborgs län, död 16 maj 1966 i Hofors församling, Gävleborgs län
, var en svensk bergsingenjör. 
Uhrus, som var son till smedsmästare Olov Uhrus och Hedvig Sofia Svensson, studerade vid Kungliga Tekniska högskolan 1904–1909, var ingenjör på Spännarhytte bruk 1909, överingenjörsassistent på Jernkontoret 1911, blev lärare i bland annat metallurgi vid Bergsskolan i Falun 1912, blev hytt- och martiningenjör på Nykroppa järnverk 1917, var överingenjör där 1918–1937, i Rikskommittén för ekonomisk försvarsberedskap 1937, tjänstgjorde i Industrikommissionen från 1940, i Handels- och industrikommissionen 1950 och var sakkunnig där 1954–1956. Han var ledamot av riksvärderingsnämnden från 1951 samt sekreterare i föreningen Bergshandteringens vänner och redaktör för dess tidskrift 1939–1962. Han publicerade artiklar och föredrag i tekniska tidskrifter.